# 納托林
納托林（波蘭語：Natolin）是位於波蘭首都華沙南端的一個公園和自然保護區，面積1.2平方公里。納托林的歷史開始於17世紀末期，最初是波蘭國王約翰三世的皇家動物園。

## 外部連結
- Natolin European Centre （页面存档备份，存于）
- College of Europe （页面存档备份，存于）
- （波兰語） Natolin

52°8′20″N 21°4′25″E / 52.13889°N 21.07361°E